# Orthotrichum freyanum
Orthotrichum freyanum là một loài rêu trong họ Orthotrichaceae. Loài này được Goffinet, W.R. Buck & M. A. Wall mô tả khoa học đầu tiên năm 2007.